# Сатурн (стадион, Раменское)
Вижте пояснителната страница за други значения на Сатурн.
Стадион „Сатурн“ е футболен стадион, намиращ се в гр. Раменское, Московска област, Русия.
През 2002 г. стадионът е реконструиран. На него ФК Сатурн са играли домакинските си мачове, преди отборът да прекрати съществуването си. На този стадион „Зенит“ печелят шампионската титла на Русия през 2007 г.
От 2011 стадионът се ползва само от дублиращия тим „Сатурн 2“, който по-късно връща името си „Сатурн“. От юли 2012 на него домакинства Торпедо Москва.